# Annie Rockfellow
Annie Graham Rockfellow (Mount Morris, Nova York, 12 de març de 1866 – 17 de gener de 1954) va ser una influent i prolífica arquitecta nord-americana, activa a Tucson, Arizona, durant la primera meitat del segle xx. Annie va ser filla de Samuel L. i Julia Lucinda Rockfellow. Va estudiar en l'Institut de Tecnologia de Massachusetts, rebent un certificat especial en 1887. En 1905 es va mudar a Tombstone, Arizona, per cuidar del seu pare, Samuel, llavors vivint amb el seu fill, John A. Rockfellow. En 1916, es va traslladar a Tucson i va treballar per a la firma d'arquitectes Henry Jaastad de 1916 a 1938 com a cap de disseny. Va ser membre de la facultat de la Universitat d'Arizona de 1895 a 1897 i membre de nombrosos clubs cívics en Tucson. Va crear algunes de les edificacions més prominents de Tucson incloent l'hotel El Conquistador i l'escola Safford. Rockfellow es va mudar a Santa Bàrbara (Califòrnia) en 1938 i va morir en 1954 a 87 anys.

## Obres
- Escola Safford, Tucson, 1918

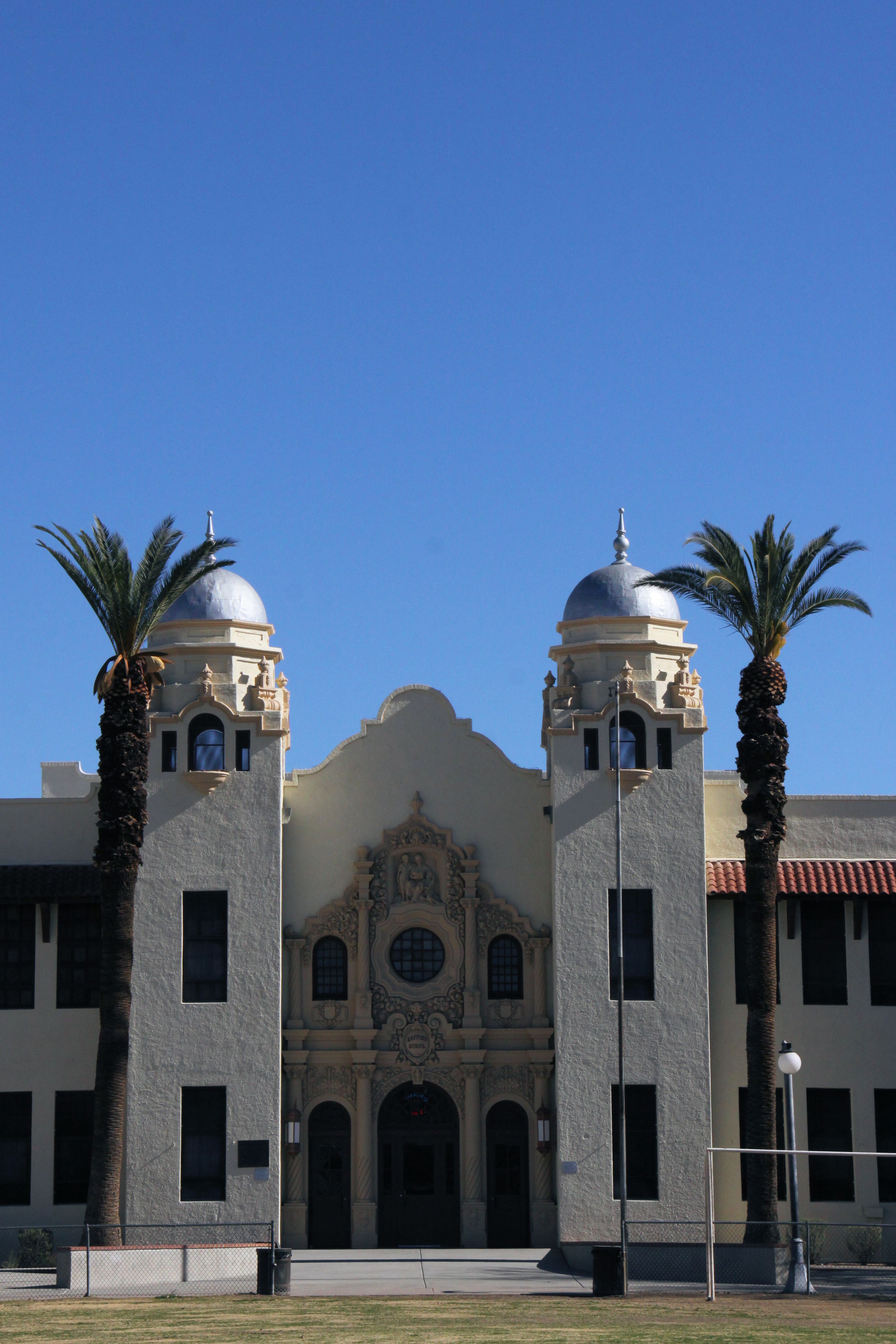
Escola Safford, 1918

- Sanatori Desert (Centre Mèdic de Tucson), 1926
- Hotel El Conquistador, 1928
- Associació de joves dones cristianes, Tucson, 1930
- Banc del Sud d'Arizona, Tucson
- Primera Església Científica de Crist, Tucson
- La Fonda Buen Provecho, Tucson
- Casa de R.P. Boss, Tucson, 1932
- Escola Allison-James, Santa Fe
- Escola Manual, Albuquerque